# Station Sitowa
Station Sitowa is een spoorwegstation in de Poolse plaats Sitowa.